# ألبرت ودورث
ألبرت ودورث هو شخصية أعمال وسياسي أمريكي، ولد في 7 أبريل 1843، وتوفي في 24 يونيو 1908.